# Retro Gamer
Retro Gamer è un periodico inglese, pubblicato in tutto il mondo, dedicato al mondo del retrogaming, prima rivista commerciale che si è dedicata interamente ad esso. Lanciato sul mercato nel gennaio 2004 come una pubblicazione quadrimestrale, divenne presto un mensile. Nel 2005, il declino generale del bacino di lettori di riviste e periodici dedicati al mondo dei videogiochi spinse alla chiusura la sua casa editrice, la Live Publishing, e i diritti vennero venduti ad Imagine Publishing. Il 21 ottobre 2016 la rivista venne acquisita da Future plc, in seguito all'acquisto di Imagine Publishing.

## Storia
I primi 18 numeri della rivista avevano un disco allegato, contenente di solito remake freeware di videogiochi ed emulatori, ma anche video e software per PC commerciali gratuiti come The Games Factory e The Elder Scrolls: Arena. Alcuni numeri avevano CD-ROM a tema contenenti l'intero catalogo arretrato di alcuni editori, come  Durell, Llamasoft e Gremlin Graphics.
Nel giugno 2004 venne incluso un tributo a Zzap!64, The DEF Tribute to Zzap!64, per celebrare il ventesimo anniversario del periodico incentrato sul Commodore 64.
Il 27 settembre 2005 la casa editrice originale della rivista, Live Publishing, fallì. Il  forum online ufficiale della rivista disse che questa sarebbe "finita" poco prima del numero 19. In quella circostanza, alcuni autori freelance crearono una rivista commerciale in CD con giochi vecchi, Retro Survival. Il primo numero uscì nel novembre 2005 e conteneva articoli che sarebbero apparsi nel numero 19 di Retro Gamer, oltre a diversi extra tra cui una prefazione del giornalista di giochi Mr Biffo. Infatti, quando i diritti della rivista furono acquisiti da Imagine Publishing nell'ottobre 2005, essa venne rilanciata l'8 dicembre di quell'anno.
Nel marzo 2010 (numero 75) John Romero collaborò con Retro Gamer, assumendo il ruolo di "Guest Editor" e prendendosi la responsabilità dell'editoriale della rivista, sfruttando il suo stile unico su alcuni dei suoi articoli sui giochi preferiti e argomenti in tutta la rivista.
A ottobre 2019 si celebrò l'uscita del numero 200.
La rivista pubblica i suoi video in anteprima sul suo canale YouTube, con l'editore Darran Jones e il direttore di produzione Drew Sleep come presentatori.

## Struttura
Retro Gamer include interviste con i principali programmatori degli anni '80 e '90 come  David Crane,  Matthew Smith e Archer MacLean. Le colonne regolari includono anche "Back to the 80s and 90s", "Desert Island Disks" (quali giochi porterebbe una celebrità del settore su un'isola deserta) e "From the Archives" (un profilo di un particolare sviluppatore o editore di giochi).
Il "Making Of" è un altro format ricorrente in cui noti sviluppatori vengono intervistati sul processo di creazione e progettazione alla base dei loro giochi. Esempi sono Breakout (Steve Wozniak),  Dungeon Master (Doug Bell), Smash TV (Eugene Jarvis),  Starfox (Jez San ), Rescue on Fractalus! (David Fox / Charlie Kellner), Prince of Persia (Jordan Mechner), Berzerk  (Alan McNeil),  The Hitchhiker's Guide to the Galaxy (Steve Meretzky),  Crystal Castles (Franz X. Lanzinger), Tetris  (Alexey Pajitnov), Sheep in Space (Jeff Minter) Out Run (Yu Suzuki) e  Splat! (Ian Andrew).

## Versione digitale
Nel corso degli anni furono realizzati tre DVD contenenti dai 25 ai 30 numeri del periodico:
- Retro Gamer eMag Load 1[6] (1-30)
- Retro Gamer eMag Load 2[7] (31-55)
- Retro Gamer eMag Load 3[8] (56-80)

Retro Gamer è poi divenuto disponibile come app per iOS, scaricabile sia per iPhone che iPad.

## Riconoscimenti
Retro Gamer vinse il premio come Miglior Magazine ai Games Media Awards del 2010.

## Edizioni estere

### Versione italiana
Una versione in italiano di Retro Gamer venne pubblicata intorno al 2007, come trimestrale, dalla Play Media Company, ma durò soltanto per 5 numeri.
Almeno un'altra rivista italiana, Retrogame Magazine (Sprea Editori 2016-2018), acquisì i diritti di traduzione della Retro Gamer britannica, ma soltanto nel primo numero, poi divenne totalmente di produzione originale italiana.

### Versione spagnola
La versione in spagnolo di Retro Gamer viene pubblicata trimestralmente dalla Axel Springer dal 2011.

### Versione tedesca
La versione in tedesco di Retro Gamer viene pubblicata trimestralmente dalla eMedia GmbH dal 2012.